# NGC 4544
NGC 4544 é uma galáxia espiral barrada (SB0-a) localizada na direcção da constelação de Virgo. Possui uma declinação de +03° 02' 08" e uma ascensão recta de 12 horas, 35 minutos e 36,5 segundos.
A galáxia NGC 4544 foi descoberta em 27 de Abril de 1887 por Edward D. Swift.